# 최성모 (조선)
최성모(崔聖模, 1873년 1월 9일 ~ 1936년 3월 14일)는 구한 말,  대한제국, 일제강점기의 감리교 목사이며 독립운동가이다. 3.1 운동에 민족대표 33인 중 한 사람으로 참여하였다.

## 생애
황해도 해주 출생이나 성장 과정에 대해서는 잘 알려져 있지 않다.
경성부의 협성신학교를 졸업하고 목사가 되었고 , 1919년 3·1 운동에 민족대표 33인으로 참가했다가 체포되어 징역 2년형을 선고 받고 복역했다. 당시 그는 해주에서 목회를 하고 있었다. 거사일에는 서울의 기미독립선언서 낭독 모임에 참가했으며, 오현경을 통해 해주의 만세 운동도 조직했다.
민족대표 33인 중 기독교인은 16명이었고, 이 가운데 감리교인이 9명이었으며, 최성모는 이필주, 신홍식, 박동완, 박희도, 김창준과 함께 북감리교 소속이었다. 이 가운데 이필주와는 선교사 윌리엄 스크랜튼과 전덕기의 영향을 받아 기독교에 입교한 인연으로 오래전부터 가까이 지내던 사이였다.
출옥 후에는 만주로 파견되어 펑톈에서 목회자로 활동했다.

## 사후
- 대한민국 정부는 그의 공헌을 기려 1962년 건국훈장 대통령장을 추서하였다.

## 같이 보기
- 독립유공자로 대통령장을 수여받은 사람

## 참고자료
- 최성모 : 독립유공자 공훈록 - 국가보훈처
- 기독교대한감리회, 한국감리교인물사전 - 최성모[깨진 링크(과거 내용 찾기)]